# Pagophilus groenlandicus
La foca pía, foca arpa o foca de Groenlandia (Pagophilus groenlandicus o Phoca groenlandica), es una especie de mamífero pinnípedo de la familia Phocidae, que habita en el Océano Atlántico Norte y el Océano Glacial Ártico. En inglés se le llama harp seal (en español «foca arpa»).

## Taxonomía
La especie originalmente se ubicó dentro del género Phoca junto a otras especies, pero fue posteriormente reclasificada dentro del género Pagophilus, del cual es su único integrante.

## Descripción
En los adultos el color es gris-plateado y el rostro es de color negro. Tienen una mancha de color negro, en forma de arpa o fúrcula en la espalda. Las crías al nacer tienen un pelaje de color blanco amarillento, pero a los tres días se torna de color blanco, permaneciendo en ese estado por unos 12 días.
El dimorfismo sexual es escaso, y los machos llegan a crecer hasta medir 1,70 a 2 m de longitud, y pesar entre 140 y 190 kg. Los cachorros pesan unos 10 kg al nacer y llegan a 30 kg en solo doce días, gracias a la leche excepcionalmente compuesta de grasa que les proporcionan sus madres.
Llegan a vivir más de 35 años. Pueden permanecer hasta 15 minutos bajo el agua sin subir a la superficie y descender hasta los 275 metros de profundidad.

## Comportamiento
Las focas pías prefieren vivir en el océano, pasando relativamente poco tiempo en tierra firme. Son animales en extremo sociables y suelen ser muy ruidosos también. Se forman grandes colonias que pasan mucho tiempo juntas. Se cree que dentro de esa gran estructura, existen grupos más pequeños con su propia jerarquía. Muchas focas de Groenlandia son capaces de vivir hasta 30 años en su medio natural.
Entre los pinnípedos, la especie es más bien un buceador modesto. En promedio realiza inmersiones máximas con un promedio de 370 metros y una duración de 16 minutos.
Los hábitos alimenticios de la foca pía varían de acuerdo a la estación, ubicación y edad. Al menos 67 especies de peces y 70 especies de invertebrados se han encontrado en sus estómagos. Las presas reportadas con mayor frecuencia fueron especies pequeñas como el capelan (Mallotus villosus), bacalao ártico (Boreogadus saida) y bacalao polar (Arctogadus glacialis), y una gran variedad de invertebrados como krill del género Thysanoessa. Raramente se alimenta de peces de importancia comercial como el bacalao común (Gadus morhua). La especie tiene depredadores naturales como el oso polar, la orca y escualiformes como tiburón de Groenlandia (Somniosus microcephalus), pero el mayor predador son los humanos.

## Distribución
La especie se distribuye en tres poblaciones separadas. Se utiliza el sitio de cría de cada grupo para identificarlo de la siguiente manera: La población más grande usa el Atlántico Norte occidental, al este de Canadá; este grupo a su vez se divide en dos subpoblaciones, una de ellas lo hace en la costa de la península del Labrador y en la isla de Terranova, y la otra cerca a las islas de la Magdalena en el golfo de San Lorenzo. Otra población lo hace al occidente de Groenlandia y el último grupo en el mar Blanco, en la costa de Rusia. La temporada de cría ocurre entre mediados de febrero y abril, con cierta variación para cada población.

## Población

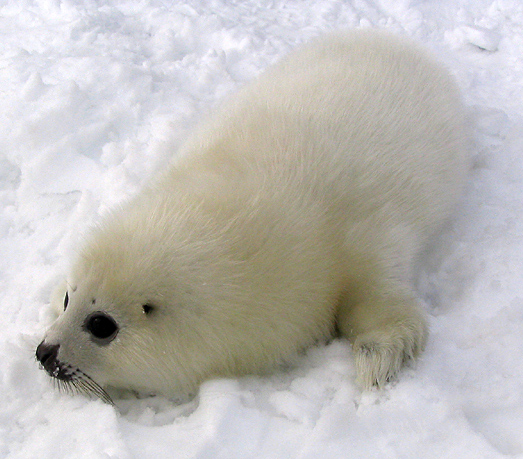
Cría de foca pía

La foca pía es la especie de pinnípedo más abundante en el hemisferio Norte. La población global se calcula en aproximadamente 8 millones de individuos. El número de crías nacidas cada año se calculaba en 1,4 millones. La población del Atlántico Norte es la más numerosa con 5,9 millones de animales. Esta población se ha recobrado en forma acelerada teniendo en cuenta que a principio de la década de los 70, la población se estimó en 1.8 millones. El número de capturas se ha incrementado aceleradamente en la última década y probablemente excede los niveles de renovación biológica de la especie entre 1,5 y 5,9 veces.

## Caza de focas

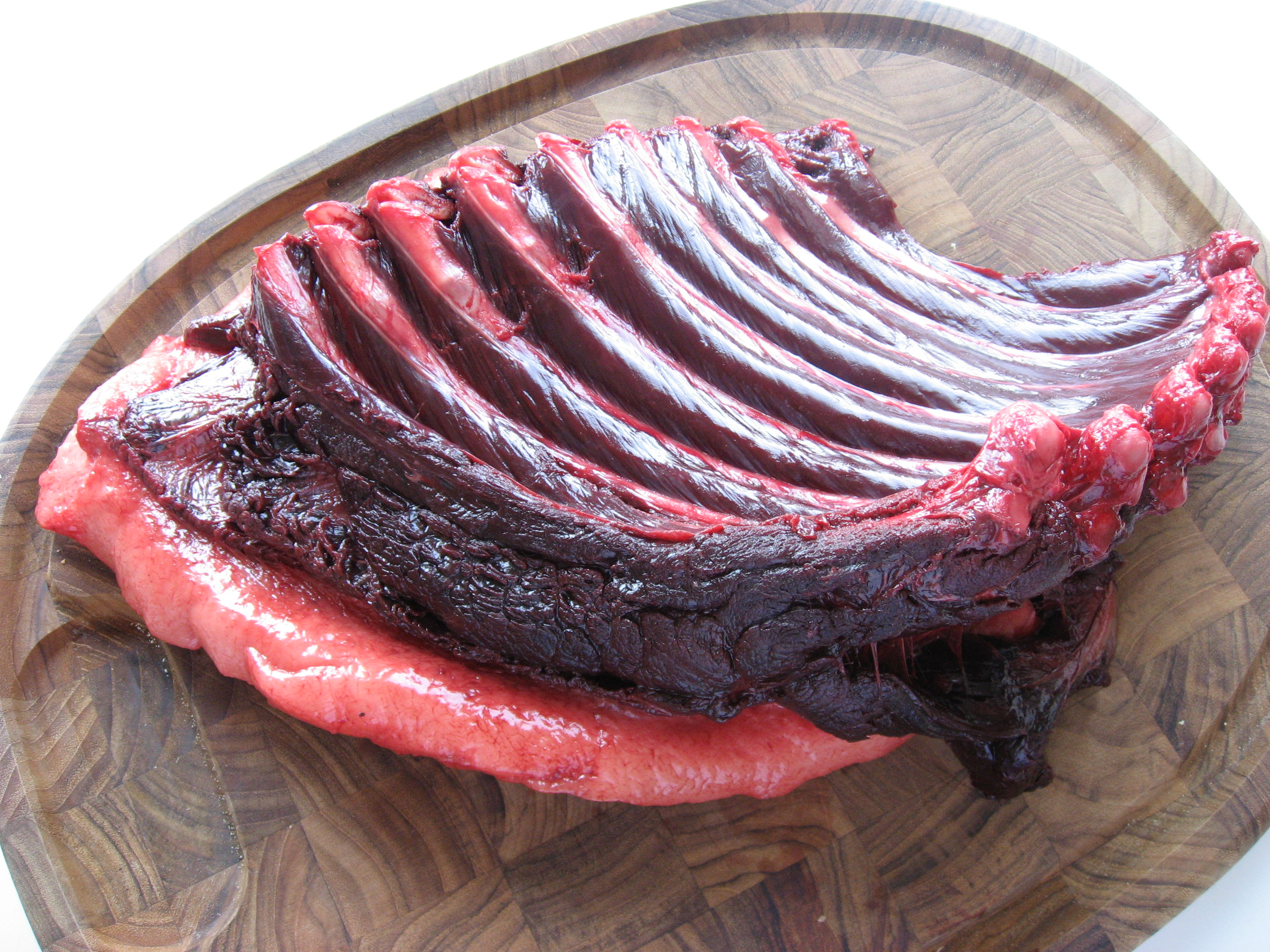
Pieza de carne de foca pia en Groenlandia, es usada para hacer una tradicional sopa de foca

Las tres poblaciones descritas son objeto de caza comercial, principalmente en Canadá, Noruega, Rusia y Groenlandia. En Canadá, la época de caza es de 15 de noviembre a 15 de mayo. La mayor parte de las capturas ocurren a finales de marzo en el golfo de San Lorenzo, y la primera y segunda semana de abril en la isla de Terranova.
En 2003 la cota de caza para tres años establecida por el Departamento de Pesca y Océanos de Canadá (en inglés Department of Fisheries and Oceans Canada) fue incrementada a 975,000, con un máximo de 350.000 en dos años consecutivos de cualquiera de los tres. En 2006 fueron cazadas 325.000 focas pia, con 10.000 individuos adicionales, cazados por los inuit. Entre 2004 y 2007, fueron capturadas más de un millón de focas, 95% de ellas menores de 3 meses. La cota permitida para 2007 fue de 270.000 animales, muy por encima del límite de sostenibilidad de la población de 165.000.